# نقص بروتين الدم
نقص بروتينات الدم (Hypoproteinemia) أو ( Hypoproteinaemia )
هي الحالة التي يحدث فيها نقص غير طبيعي في مستوى البروتين في الدم .
هناك أسباب متعددة وكلها تؤدي لوذمة عندما يتجاوز النقص عتبة معينة.

## الأسباب
1. نقص بروتين الدم الغذائي ويعود إلى التحديد الشديد للمدخول البروتيني في الغذاء .وكمثال على نقص بروتين الدم الغذائي داء الكواشيوركور وهو نمط من سوء التغذية بالطاقة البروتينية يصيب الأطفال الصغار .
2. سوء الامتصاص .
3. أمراض الكبد ممكن أن تسبب أيضا نقص بروتين الدم عن طريق نقص تصنيع بروتينات المصورة مثل الألبومين.
4. أمراض الكلية مثل المتلازمة الكلوية يمكن أن تسبب أيضا نقص بروتين الدم بسبب ضياع بروتينات البلازما في البول .

## الآلية الإمراضية
إن نقص بروتينات المصل تنقص الضغط التناضحي للدم مؤدية إلى ضياع السوائل في الحيز داخل الوعائي أو في الأوعية الدموية وانتقالها إلى الأنسجة الخلالية مما يؤدي إلى الوذمة.
وهذا ما يعبر عنه بنقص بروتينات الدم.

## التدبير
يتم قياس بروتينات البلازما الكلية بما فيها الألبومين , الذي يشكل البروتين البلازمي الأساسي في الدم.